# 拉巴奇
50°2′9″N 24°52′4″E / 50.03583°N 24.86778°E
拉巴奇（烏克蘭語：Лабач），是烏克蘭西部的村莊，隸屬利維夫州的佐洛奇夫區。該村面積0.51平方公里，海拔高度225米，2001年人口52，人口密度每平方公里101.96人。